# Plošákovití
Plošákovití (Leiognathidae) jsou čeleď paprskoploutvých ryb, která k červnu roku 2025 zahrnuje deset klasifikovaných rodů. Plošáci podle tradiční systematiky spadali do sběrného řádu ostnoploutvých (Perciformes), systematika z roku 2025 je řadí mezi bodloky (Acanthuriformes).
Největší plošákovití, jako je plošák stříbřitý (Leiognathus equula), dorůstají délky asi 30 cm. Jméno jim vyneslo nápadně zploštělé tělo, jež pokrývají malé šupiny a na břiše se výrazně leskne. Hřbetní ploutev nese 8–9 trnů a 14–16 měkkých paprsků, řitní ploutev 3 trny a 14 měkkých paprsků. Trny obou ploutví mohou být zafixovány na místě, na druhou stranu plošákovití svedou obě ploutve také složit do šupinaté pochvy. Z dalších rysů plošákovitých lze jmenovat malá, leč vysunovatelná ústa a také přítomnost světelného orgánu v útrobách s bakteriálními symbionty. Charakteristická je také velká produkce slizu.
Plošákovití žijí v Indickém oceánu a západním Pacifiku, do Středozemního moře se jeden druh dostal teprve přes Suezský průplav. Některé druhy vstupují i do sladkých vod. Jejich přirozeným stanovištěm jsou písčité a bahnité mělčiny. Přes den se ve školkách zdržují u dna, kde vyhledávají bezobratlé, v noci se však odvažují k hladině, kde lapají zooplankton. V pelagiálu se vyvíjejí i vajíčka. Komunikaci mohou zajišťovat světelné signály, při podráždění však např. plošák malý (Gazza minuta) vydává i jakési chrochtání.
V jihovýchodní Asii bývají tyto ryby loveny pro maso.